# Fregilupus
Fregilupus is een uitgestorven geslacht van zangvogels uit de familie van de Sturnidae (spreeuwen). Er is één soort:

## Soort
- Fregilupus varius –  Hopspreeuw